# Arriva Trains Wales
Arriva Trains Wales, walisisch Trenau Arriva Cymru, war eine britische Bahngesellschaft mit Hauptsitz in Cardiff. Sie war ein Tochterunternehmen von Arriva und somit auch der Deutschen Bahn und betrieb fast alle Regional- und Schnellzüge in Wales und den angrenzenden Gebieten in England, den sogenannten Welsh Marches.
Am 1. August 2003 gewann Arriva die Ausschreibung für das Streckennetz von Wales and Borders. Die Konzession lief vom 7. Dezember 2003 bis zum 13. Oktober 2018. Der Betrieb von Arriva Trains Wales wurde von Transport for Wales/Trafnidiaeth Cymru übernommen.

## Strecken

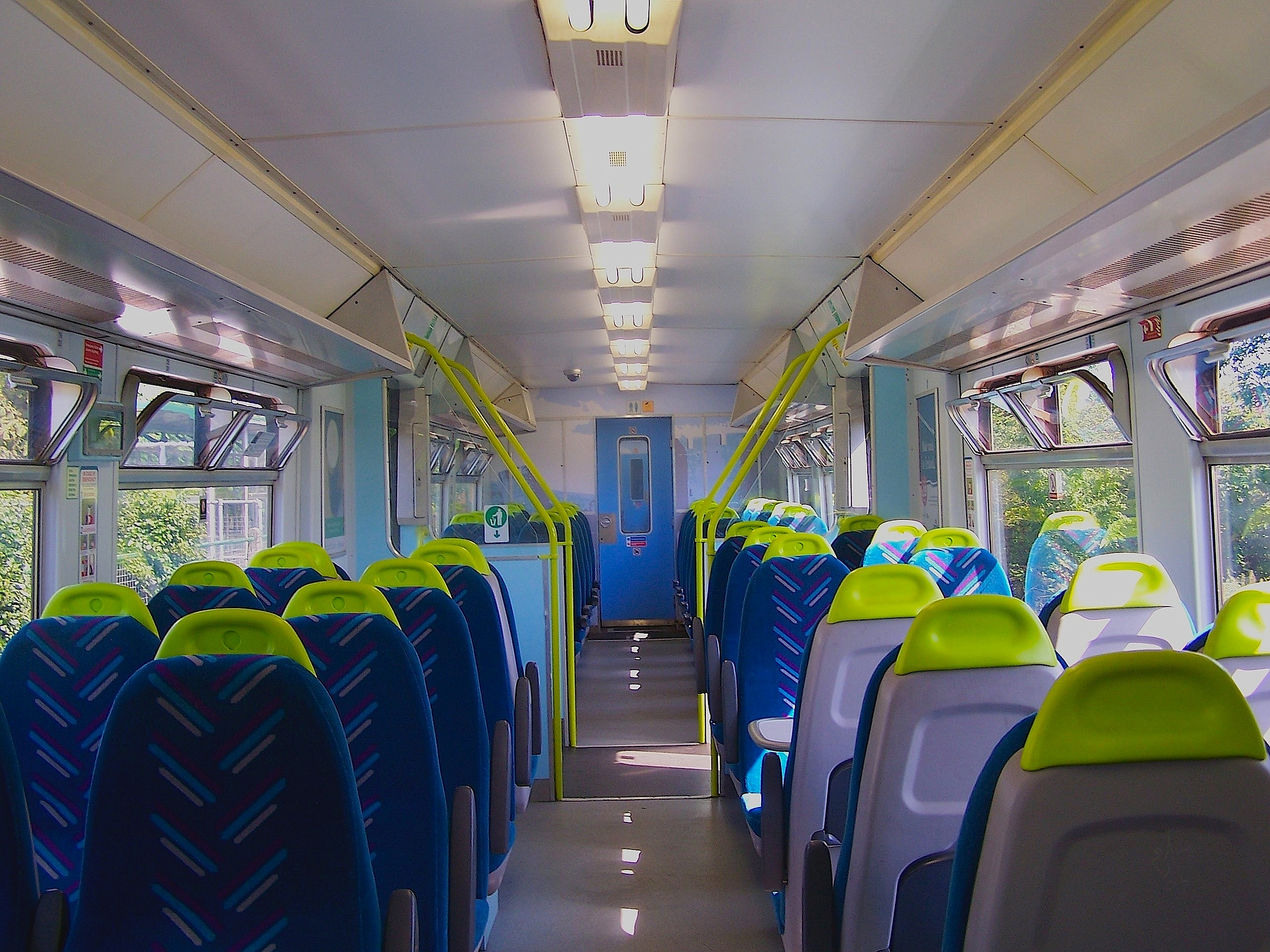
Kabine eines Zuges der Arriva Trains Wales

Die Hauptstrecken von Arriva Trains Wales waren auf die Städte Cardiff und Swansea zentriert, weitere wichtige Bahnhöfe in England sind Shrewsbury, Chester und Crewe. Seit Juni 2005 verkehrten Züge zum Cardiff Airport. Das Unternehmen zog sich im Dezember 2005 von den Strecken in Richtung Südwestengland zurück.

### Hauptstrecken
- North Wales Coast Line (Crewe – Holyhead)
- South Wales Main Line (Newport – Cardiff – Swansea)
- Welsh Marches Line (Cardiff – Newport – Shrewsbury – Crewe – Manchester)
- Shrewsbury - Wolverhampton (alle Züge fuhren nach Birmingham)

### Nebenstrecken
- Cambrian Line (Shrewsbury – Aberystwyth/Pwllheli)
- Conwy Valley Line (Llandudno – Blaenau Ffestiniog)
- Gloucester – Newport
- Heart of Wales Line (Llanelli – Craven Arms – Shrewsbury)
- West Wales Line (Swansea – Llanelli – Carmarthen – Pembroke / Milford Haven / Fishguard)
- Shrewsbury – Wrexham – Chester
- Borderlands Line (Wrexham – Bidston)

### Vorortslinien in Südwales (Valley Lines)
- Butetown Branch Line (Cardiff – Butetown)
- Cardiff City Line (Cardiff – Radyr)
- Coryton Line (Cardiff – Coryton)
- Ebbw Valley Line (Newport – Ebbw Vale)
- Maesteg Line (Cardiff – Maesteg)
- Merthyr Line (Cardiff – Pontypridd – Aberdare / Merthyr Tydfil)
- Rhondda Line (Cardiff – Pontypridd – Treherbert)
- Rhymney Line (Cardiff – Rhymney)
- Vale of Glamorgan Line (Cardiff – Penarth / Barry Island / Bridgend)

## Rollmaterial
| Vorhandene Fahrzeuge    |      |                           |          |                 |           |           |
| Baureihe                | Bild | Typ                       | V/max    | Personen- wagen | Anzahl    | Baujahr   |
| Britische Klasse 67     |      | Diesellokomotive          | 200 km/h |                 | 3         | 1999–2000 |
| Britische Klasse Mark 3 |      | Personenwagen             | 200 km/h | 12              | 1975–1988 |           |
| British Rail DVT        |      | Loks mit Mehrfachtraktion | 200 km/h | 3               | 1988      |           |
| Britische Klasse 142    |      | Triebwagen (Diesel)       | 120 km/h | 2               | 15        | 1985–1987 |
| Britische Klasse 143    |      | Triebwagen (Diesel)       | 120 km/h | 2               | 15        | 1985–1986 |
| Britische Klasse 150    |      | Triebwagen (Diesel)       | 120 km/h | 2               | 36        | 1986–1987 |
| Britische Klasse 153    |      | Triebwagen (Diesel)       | 120 km/h | 1               | 8         | 1987–1988 |
| Britische Klasse 158    |      | Triebwagen (Diesel)       | 145 km/h | 2               | 24        | 1989–1992 |
| Britische Klasse 158    |      |                           |          |                 |           |           |
| Britische Klasse 175    |      | Triebwagen (Diesel)       | 160 km/h | 2               | 11        | 1999–2001 |
| Britische Klasse 175    | 3    | Triebwagen (Diesel)       | 160 km/h | 16              |           | 1999–2001 |